# 就職ゲーム
『就職ゲーム』（しゅうしょくゲーム）は、1995年7月28日に日本のイマジニアから発売されたスーパーファミコン用育成シミュレーションゲーム。正式タイトルは『リクルートシミュレーション 就職ゲーム TRENDY DRAMA』。
主人公の大学生を操作し、1ヶ月以内に取得した内定の数を競う就職活動をテーマとした作品。幼馴染を巡ってライバルと競う恋愛の要素も含まれている。
開発はレナールが行い、プロデューサーは『制服伝説 プリティ・ファイター』（1994年）を手掛けた飯田祥一、シナリオは『マグナブラバン〜遍歴の勇者』（1994年）を手掛けた高山克彦、音楽は『マグナブラバン〜遍歴の勇者』を手掛けた佐藤天平、イラストはイラストレーターの藤岡勝利が担当している。

## ゲーム内容
大学の就職相談へ行き、面接を予約し、その面接日になったら会社へ行き面接を受ける。その前にOB等と会い、会社の話を聞くこともできる。
面接では創業何年かなどという質問もあるため、（ゲームの中での会社を）本当に調べておかないと答えられない問題もある。実際にOBとの会談や面接を無断欠席することも出来る。
面接時の回答などは選択肢を選んでいき、ストーリーはルート形式によって決まり、多少アドベンチャーゲームの要素がある。

## スタッフ
- エグゼクティブ・プロデューサー：神蔵孝之
- プロデューサー：飯田祥一
- スーパーバイザー：田代成治
- チーフマネージャー：飯田就平
- セールスマネージャー：樫村英之
- パブリシティーマネージャー：桜井甲一郎
- アートディレクター：中和弘
- イラストレーション：藤岡勝利
- キャラクターデザイン、背景・BGデザイン：杉浦俊朗
- タイトル・マップデザイン：本間智司
- シナリオ：高山克彦
- 音楽：佐藤天平
- 音楽アシスタント：佐藤達也
- メインプログラム：鈴木陽一
- プログラム：水足淳一、酒井和裕
- アシスタントディレクター：浦本昌宏、大須賀篤、本間一郎、松本准一
- ディレクター：松田隆

## 評価
ゲーム誌『ファミコン通信』の「クロスレビュー」では、7・6・6・5の合計24点（満40点）、『ファミリーコンピュータMagazine』の読者投票による「ゲーム通信簿」での評価は以下の通り、20.4点（満30点）となっている。
| 項目 | キャラクタ | 音楽 | お買得度 | 操作性 | 熱中度 | オリジナリティ | 総合 |
| 得点 | 3.6        | 3.4  | 3.2      | 3.4    | 3.5    | 3.3            | 20.4 |